# Un año, una noche
Un año, una noche es una película española del año 2022 dirigida por Isaki Lacuesta, adaptación cinematográfica del libro Paz, amor y death metal de Ramón González, que toma como referencia los Atentados de París de noviembre de 2015, más concretamente el tiroteo y posterior toma de rehenes en la sala de espectáculos Bataclan.

## Sinopsis
Ramón y Céline son una joven pareja que se encuentra en el local Bataclan de París la noche del 13 de noviembre de 2015. Durante el asalto terrorista, Céline y Ramón logran, cada uno por su lado, entrar en el camerino de los músicos y refugiarse allí. Al salir ya no son los mismos. Y no saben si podrán volver a serlo. Esa noche que cada uno vivió de manera diferente, deja una profunda huella en sus vidas y les carga con una identidad inesperada de víctimas que cada cual sobrelleva como puede. Céline con una huida hacia delante, rechazándola, aferrándose a su vida previa y Ramón con un volver repetidamente a ese instante, para atraparlo y soportarlo y enfrentarse a una pregunta clave: ¿cómo quiere vivir en adelante?

## Reparto
- Nahuel Pérez Biscayart como Ramón
- Noémie Merlant como Céline
- Quim Gutiérrez como Carlos
- Alba Guilera como Lucie
- Natalia de Molina como Julia
- C. Tangana como Héctor
- Enric Auquer como Camarero

## Producción
En febrero de 2021 comenzó el rodaje de la adaptación cinematográfica del libro «Paz, amor y death metal» de Ramón González, un superviviente del atentado terrorista en la sala de conciertos Bataclan de París. La película, bajo el título Un año, una noche, está dirigida por Isaki Lacuesta y protagonizada por Nahuel Pérez Biscayart, Noémie Merlant, Quim Gutiérrez y Alba Guilera, que cuenta también con la colaboración de Natalia de Molina y C. Tangana.

## Premios y nominaciones
78.ª edición de las Medallas del Círculo de Escritores Cinematográficos
| Categoría            | Receptor(es)                         | Resultado |
| -------------------- | ------------------------------------ | --------- |
| Mejor guion adaptado | Isa Campo Isaki Lacuesta Fran Araújo | Nominados |